# Crespina
Crespina ist ein Ortsteil der Gemeinde Crespina Lorenzana in der Provinz Pisa in der Region Toskana in Italien mit etwa 600 Einwohnern (Stand 2011).

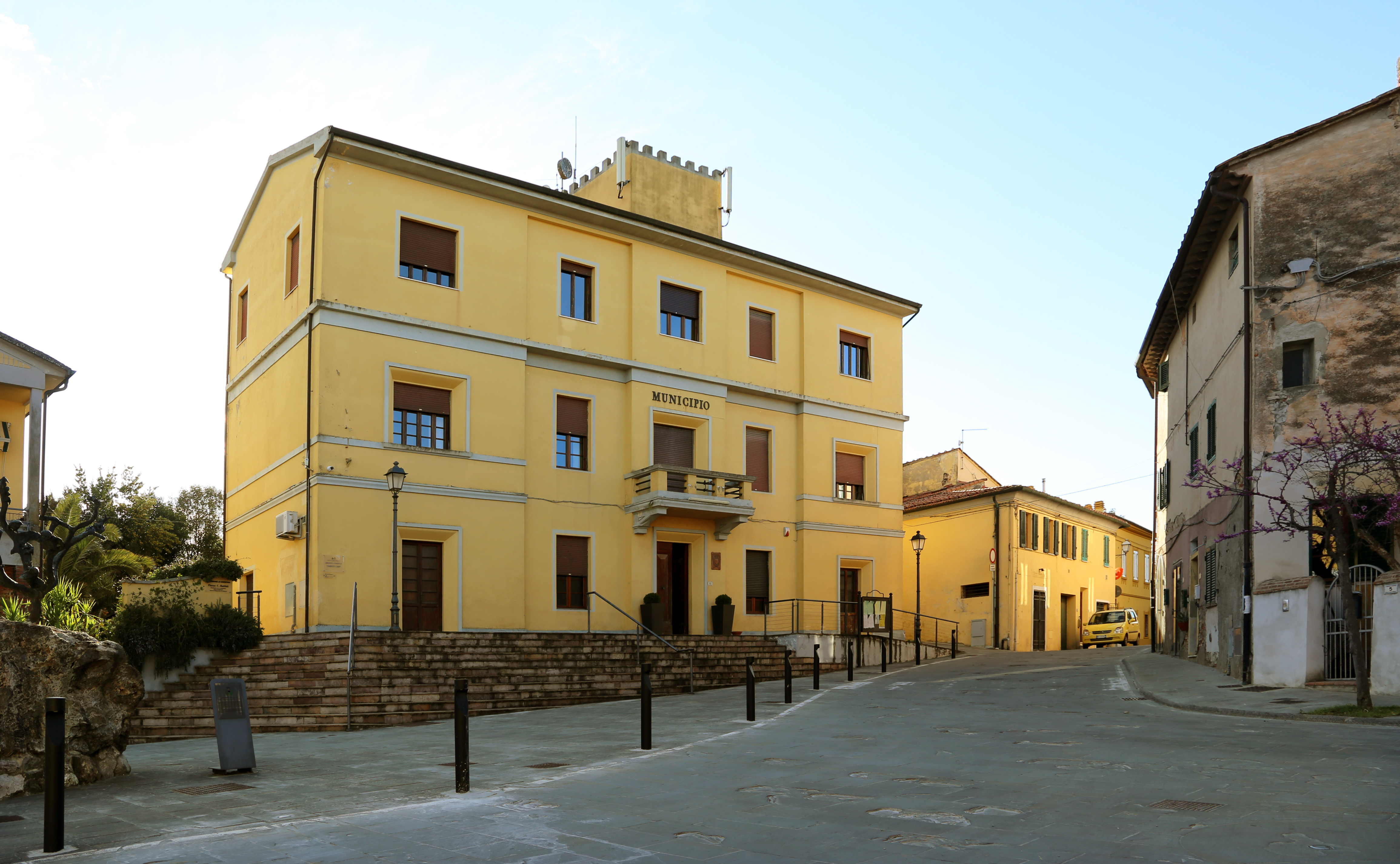
Das Rathaus von Crespina Lorenzana in Crespina

## Geografie
Crespina liegt bei 86 m ca. 25 km südöstlich der Provinzhauptstadt Pisa und ca. 60 km südwestlich der Regionalhauptstadt Florenz im toskanischen Hügelland.

## Geschichte und Wirtschaft
Crespina wird zuerst in einem Dokument aus dem Jahre 1119 erwähnt. Zu jener Zeit befand sich dort eine Burg im Besitz des Bischofs von Pisa. Die Gegend diente der Stadt Pisa zur Versorgung mit Lebensmitteln (Getreide, Olivenöl, Wein). Nach Machtwechseln zwischen Pisa und Lucca wurde die Burg im Jahre 1405 von den Florentinern eingenommen, und im Jahre 1434 geschleift. In der Neuzeit gehörte die Gemeinde zunächst zu Livorno, dann zu Fauglia, und war seit 1902 selbstständig. Am 1. Januar 2014 wurde die Gemeinde Crespina mit der Nachbargemeinde Lorenzana zur neuen Gemeinde Crespina Lorenzana zusammengelegt. Der Rathaussitz der neuen Gemeinde ist in Crespina.
Wirtschaftlich bedeutend sind die Landwirtschaft (Weinbau, Zucht von Weinrebablegern, Blumen), Handwerk (Textil, Möbel) sowie der Agrotourismus.

## Kultur und Sehenswürdigkeiten

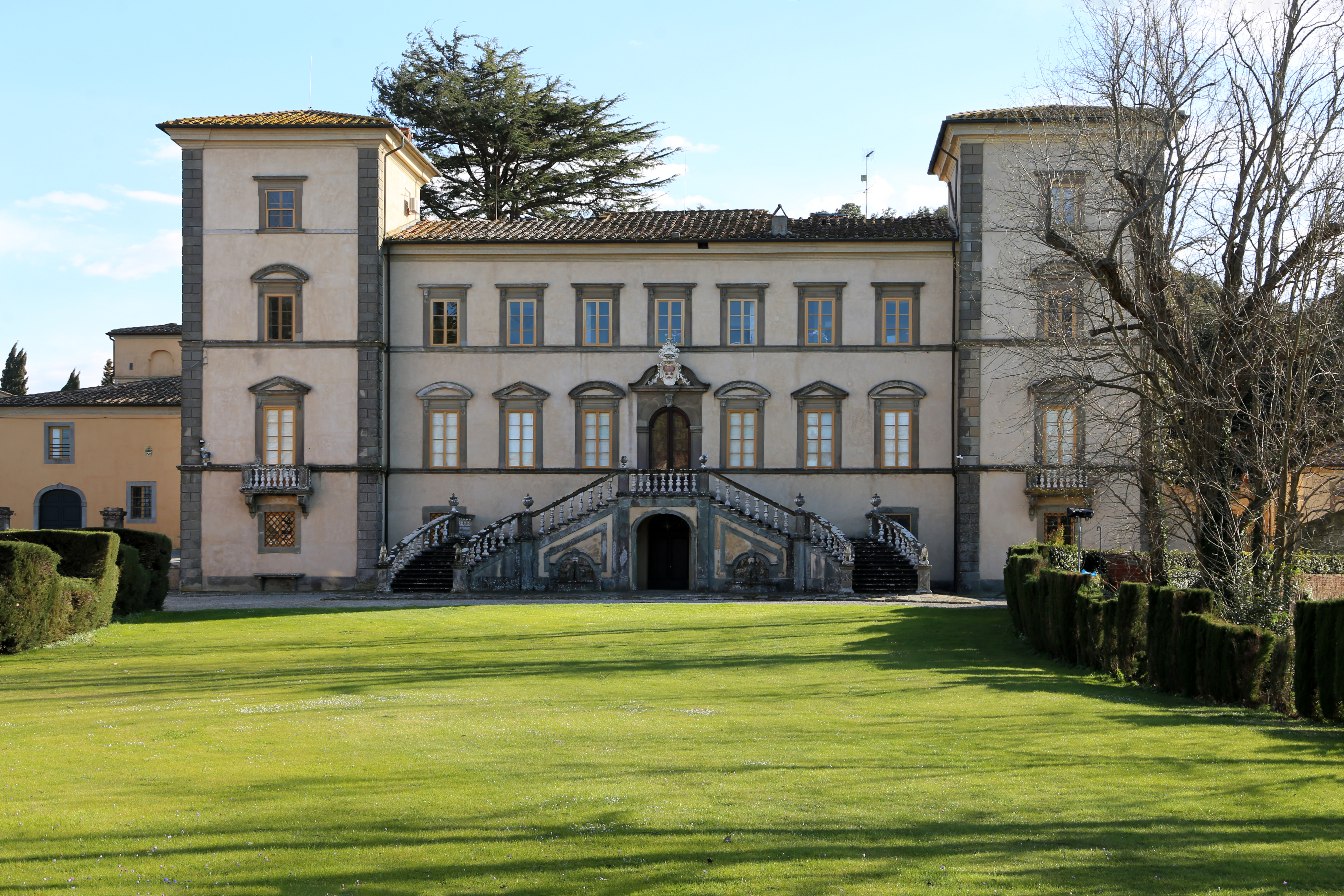
Die Villa del Carretta (Belvedere)

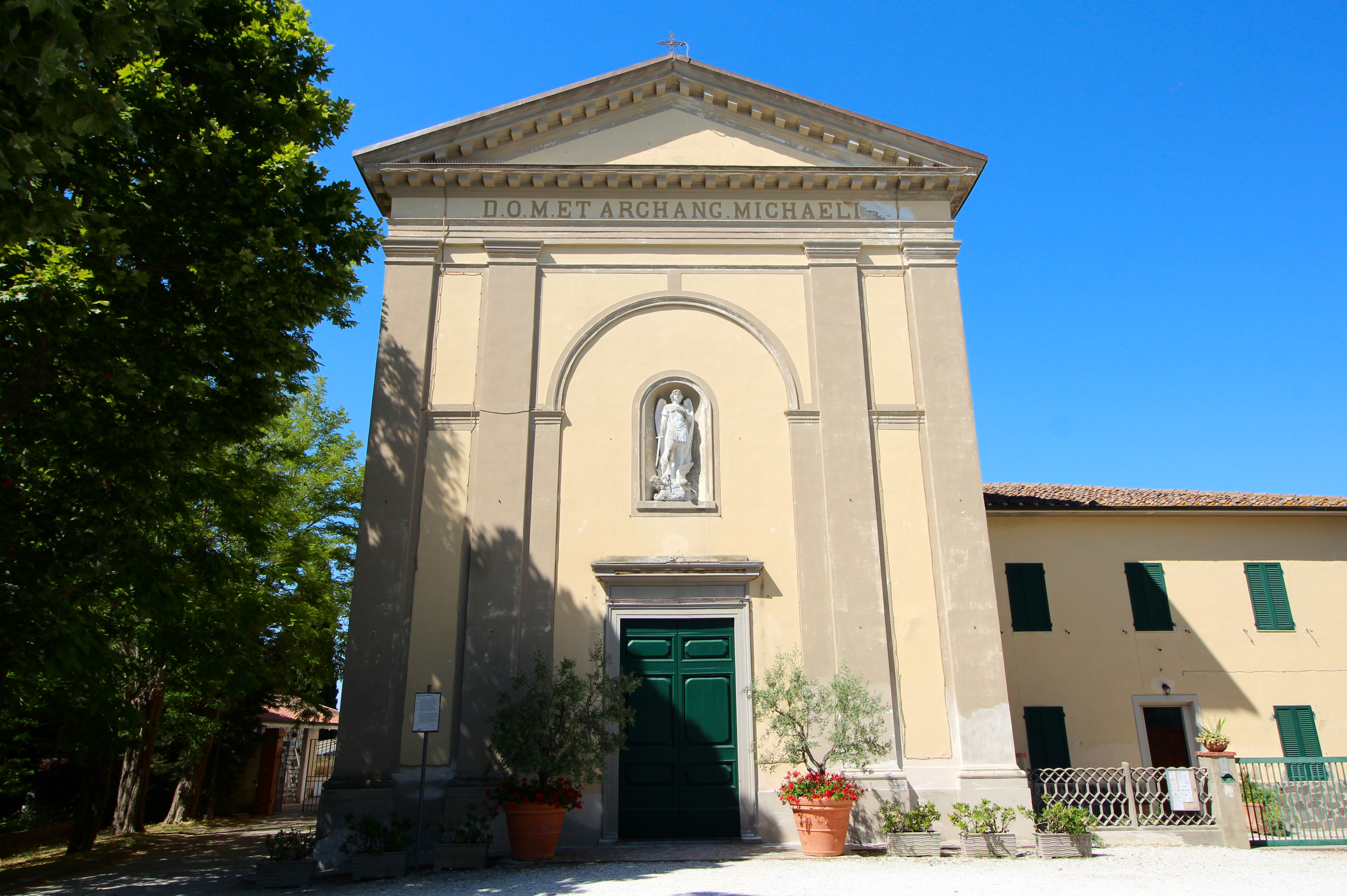
Die Kirche San Michele

Um Crespina liegen mehrere schöne Landvillen, die von Pisaner und Livorneser Adeligen als Sommersitze errichtet wurden, darunter Villa Valdisonzi, Villa della Canonica und Villa del Carretta (auch Villa del Belvedere genannt, 16. Jahrhundert).

### Kirchen
- Chiesa di San Michele, entstand von 1885 bis 1891, um die ältere Kirche zu ersetzen. Enthält zwei Gemälde aus dem 14. Jahrhundert, Madonna con il Bambino e angeli musicanti von Giovanni di Bartolomeo Cristiani und San Michele Arcangelo che abbatte il drago, wahrscheinlich von Bernardo Daddi.[3]
- Oratorio di San Franceso, enthält das Leinwandgemälde Madonna con il Bambino e San Francesco di Paola von Tommaso Tommasi, 1743 entstanden.[3]
- Oratorio di San Rocco (17. Jahrhundert)[3]
- Oratorio di Santa Maria e San Ranieri, Kapelle der Villa del Carretta (1770er Jahre[2])

### Regelmäßige Veranstaltungen
- Fiera delle Civette (Käuzchenfest) am 29. September
- Landwirtschaftsschau im Ortsteil Cenaia, im September

### Jagdtradition
- Zentrum zur Käuzchenzucht
Siehe auch Steinkauz und Haltung